# Iván Bajo
Iván Bajo Lama (Torrelavega, Cantabria, 16 de agosto de 1991) es un copiloto de rally español, originario de Torrelavega, donde además reside. Inició su carrera deportiva en 2010 y, desde entonces, ha cosechado numerosos éxitos junto a varios pilotos nacionales (36 podiums y 24 victorias) y, ha sido ganador del Campeonato de Asturias de Rallyes en 2019, ganador del Campeonato de Cantabria de Rallyes en 2024  ganador del Campeonato de Cantabria de Rallyesprint en 2022, subcampeón de Cantabria de rallyes 2017 y de Asturias en 2018, 2021 y 2024. e incluso ha copilotado al piloto mundialista  Dani Sordo entre otros. Actualmente forma parte del equipo SM Thermic con el piloto asturiano José Manuel Mora.

## Trayectoria
Inicios: 2010 - 2014
Comienza su andadura en la disciplina de automovilismo con dieciocho años. En 2010 participa en pruebas regionales de rally y ya en 2013 da el salto al Campeonato de España de Rally, donde aparece en varias pruebas esporádicas dentro de la Copa Suzuki y la Beca RMC. Tras varias temporadas participando con diferentes pilotos, en 2014 se proclama, junto a Dani Martinez, campeón de la Challenge Hankook de Cantabria y de la Challenge Hankook interterritorial, con la marca Citroën.
2015-2017

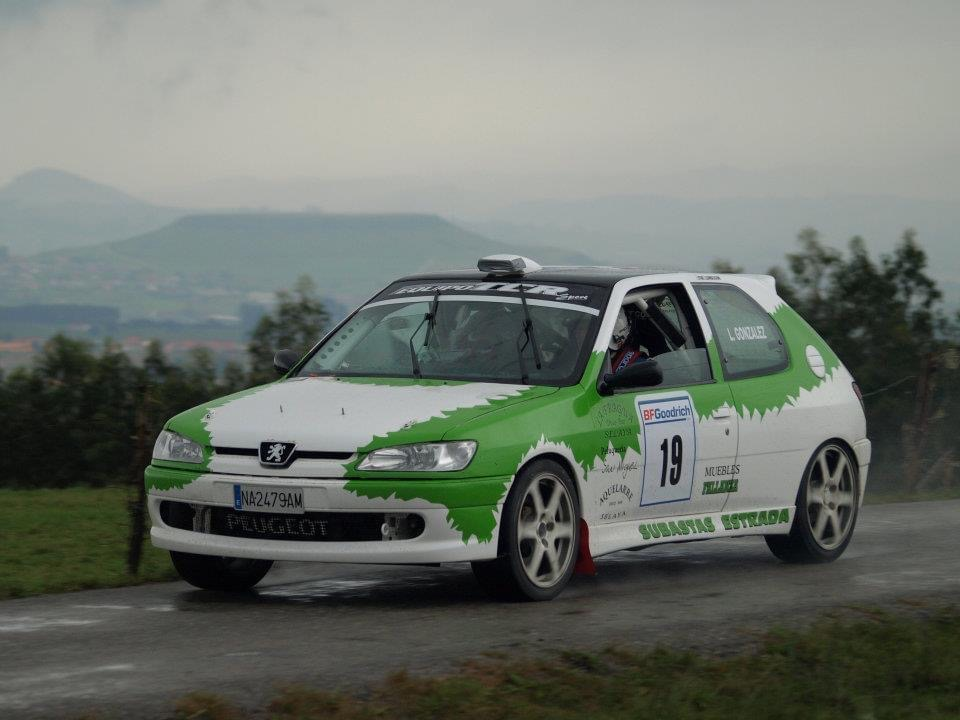
Peugeot 306 GTI con el que debutó en el Rallyesprint de Reocin 2010

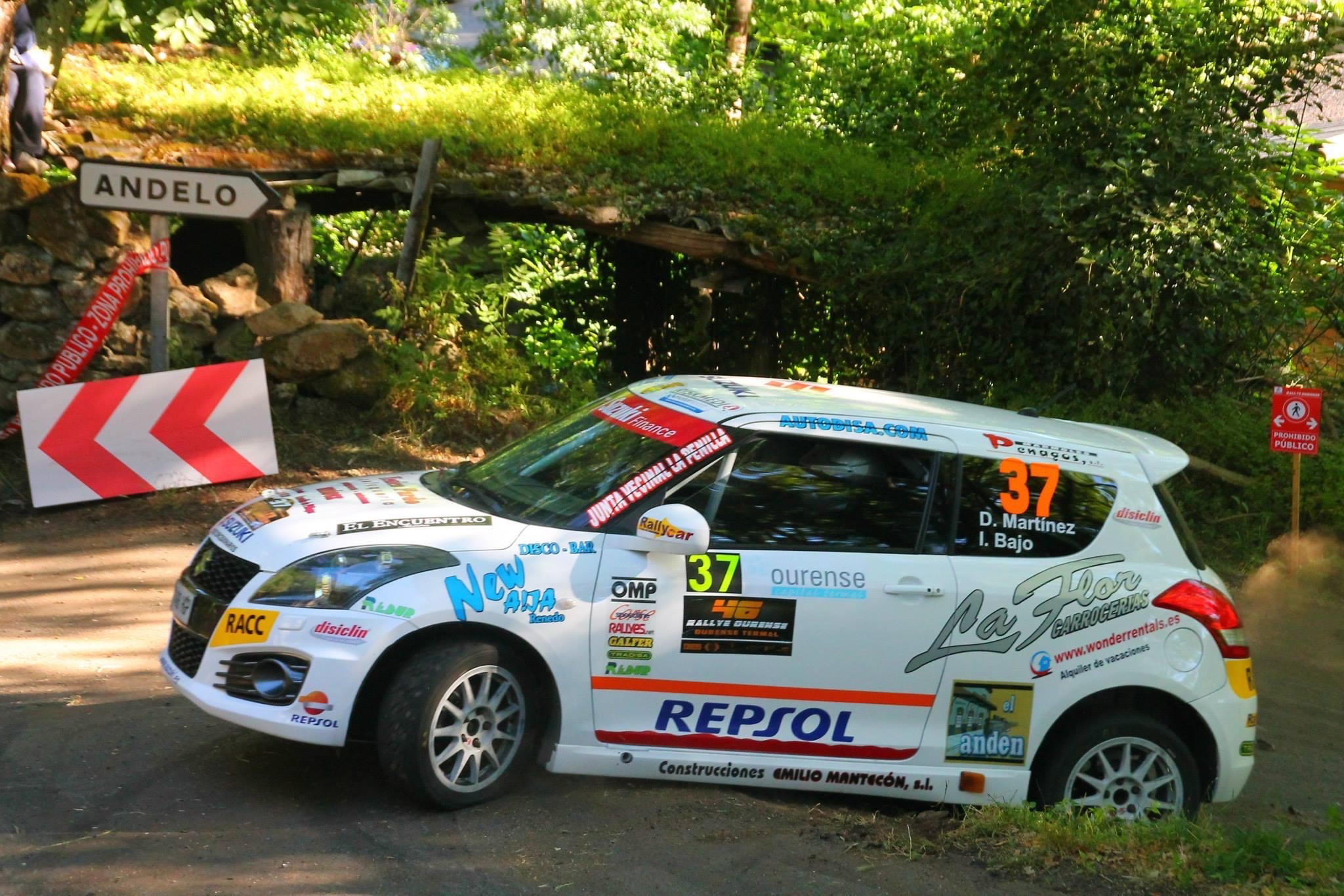
Dani Martínez Iván Bajo Rallye de Ourense 2013 Copa Suzuki

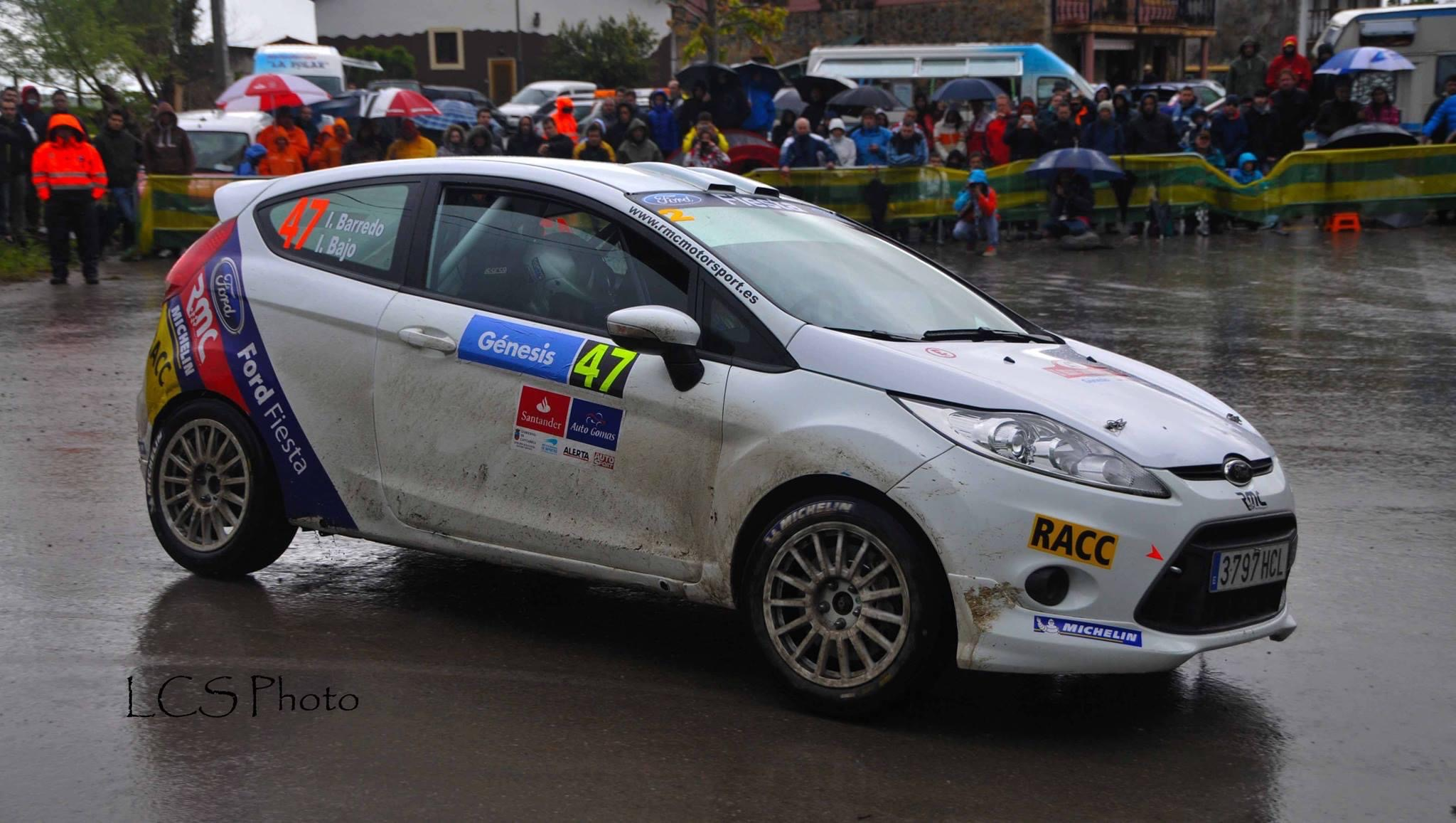
Iñaki Barredo Iván Bajo Rallye Santander Cantabria 2013 Beca RMC

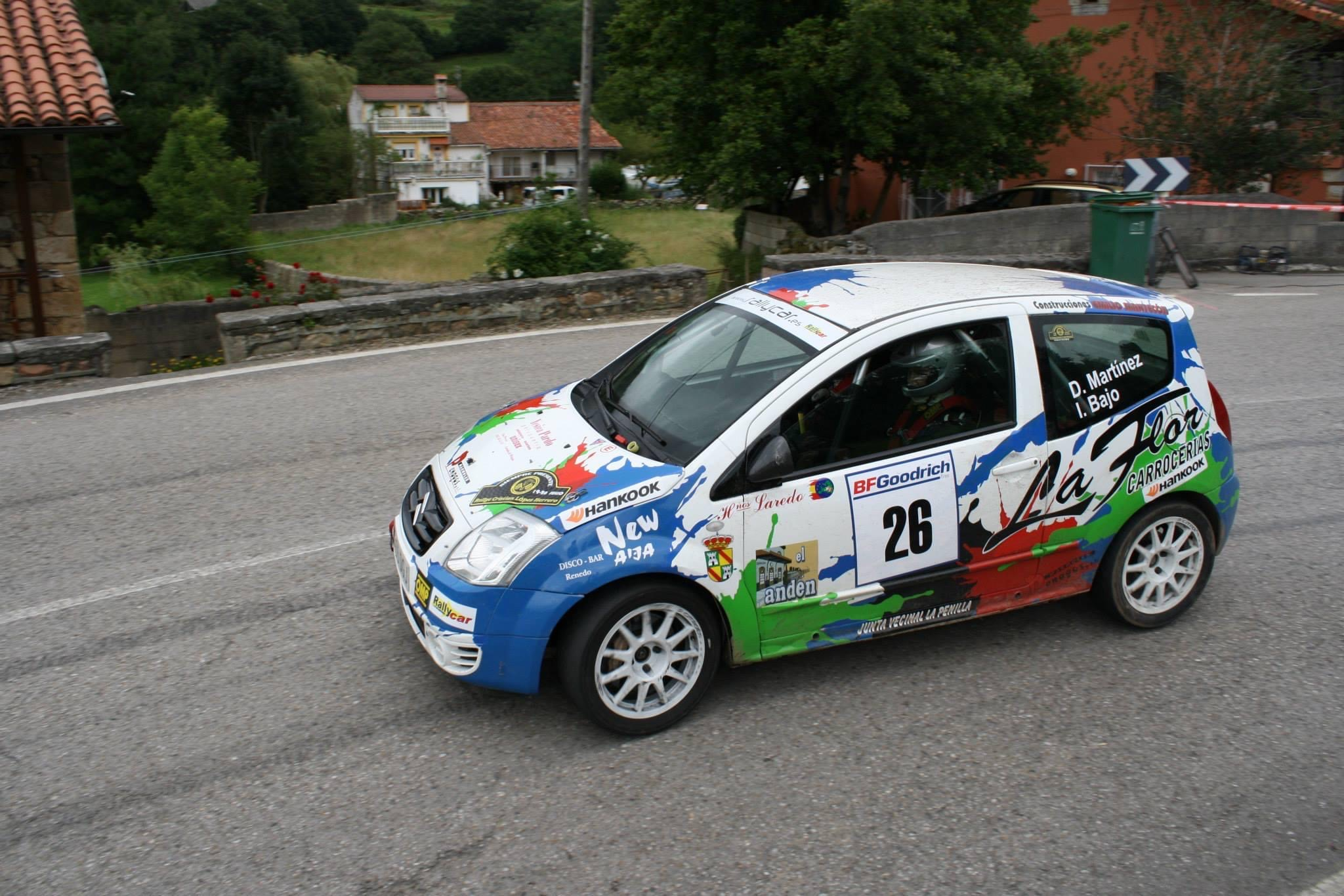
Dani Martínez Iván Bajo Campeones Challenge Hankook e interterritorial 2014

El copiloto ficha por el piloto asturiano José Manuel Mora a finales de 2014 y, en 2015, tras varias buenas actuaciones, la pareja astur-cántabra consigue su primera victoria absoluta dentro del Campeonato de Europa de Rally Históricos, disputada en la localidad de Pravia (Asturias). En la temporada 2016 vuelve a correr con varios pilotos consiguiendo una segunda posición en la primera prueba del Campeonato Vasco de Rallyesprint, para regresar de nuevo con José Manuel Mora en 2017. Es este año cuando juntos consiguen un tercer puesto (Rallyesprint de Carbayin), cuatro segundos puestos (Rallyesprint de Hoznayo, Rally Valles Pasiegos, Rallyesprint de Cieza y Rallyesprint de Toranzo) y dos victorias (Rally 1000 cruces y Rally Cabezón de la Sal), además de los títulos de Campeón de Cantabria Junior de Rally, Subcampeón de Rallyesprint de Cantabria y la tercera posición del Campeonato de Cantabria de Rally. Cabe destacar también su actuación en las dos pruebas del Campeonato de España de Rally ganando en la categoría R2 y de dos ruedas motrices (Rally Princesa de Asturias y Rally Villa de Llanes). 
2018-2020
Ya en 2018 se proclama Subcampeón de Asturias de Rally, con tres terceros puestos (Rallyesprint de Cacabelos, Rally La Felguera Y Rally Cangas de Narcea), un segundo puesto (Rally La Espina) y dos victorias (Rally Valles Pasiegos y Rally Picos de Europa).
Al año siguiente, en 2019, se proclama Campeón de Asturias de Rally, con cuatro segundos puestos (Rally La Espina, Rally Villa de Tineo, Rally Montaña Central Y Rally Villa de Llanes) y cuatro victorias (Rallyesprint de Hoznayo, Rallyesprint de Puente Arce, Rally Valles Pasiegos y Rally Picos de Europa). Ese mismo año también participa en el Rally Festival Hoznayo junto al piloto mundialista Dani Sordo.

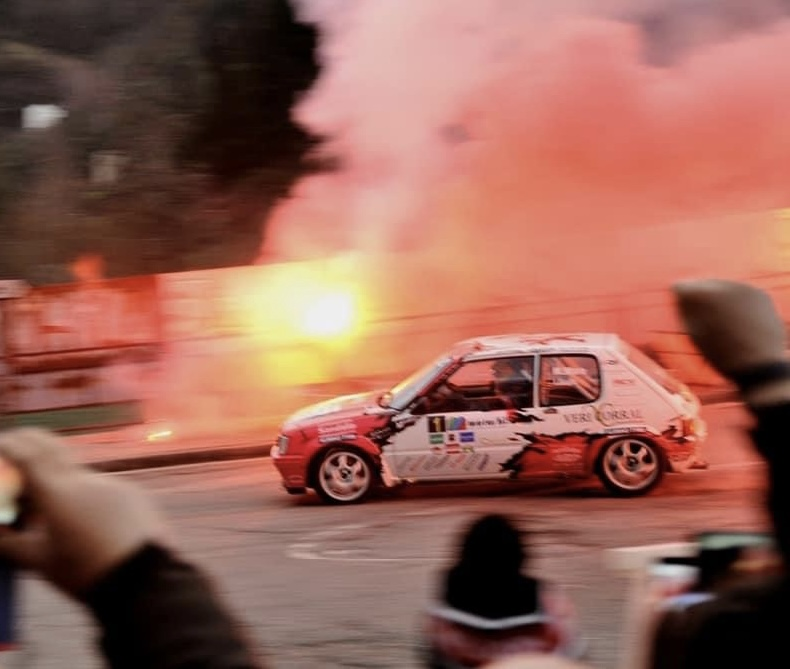
José Manuel Mora Iván Bajo Campeones de Asturias de rallyes 2019

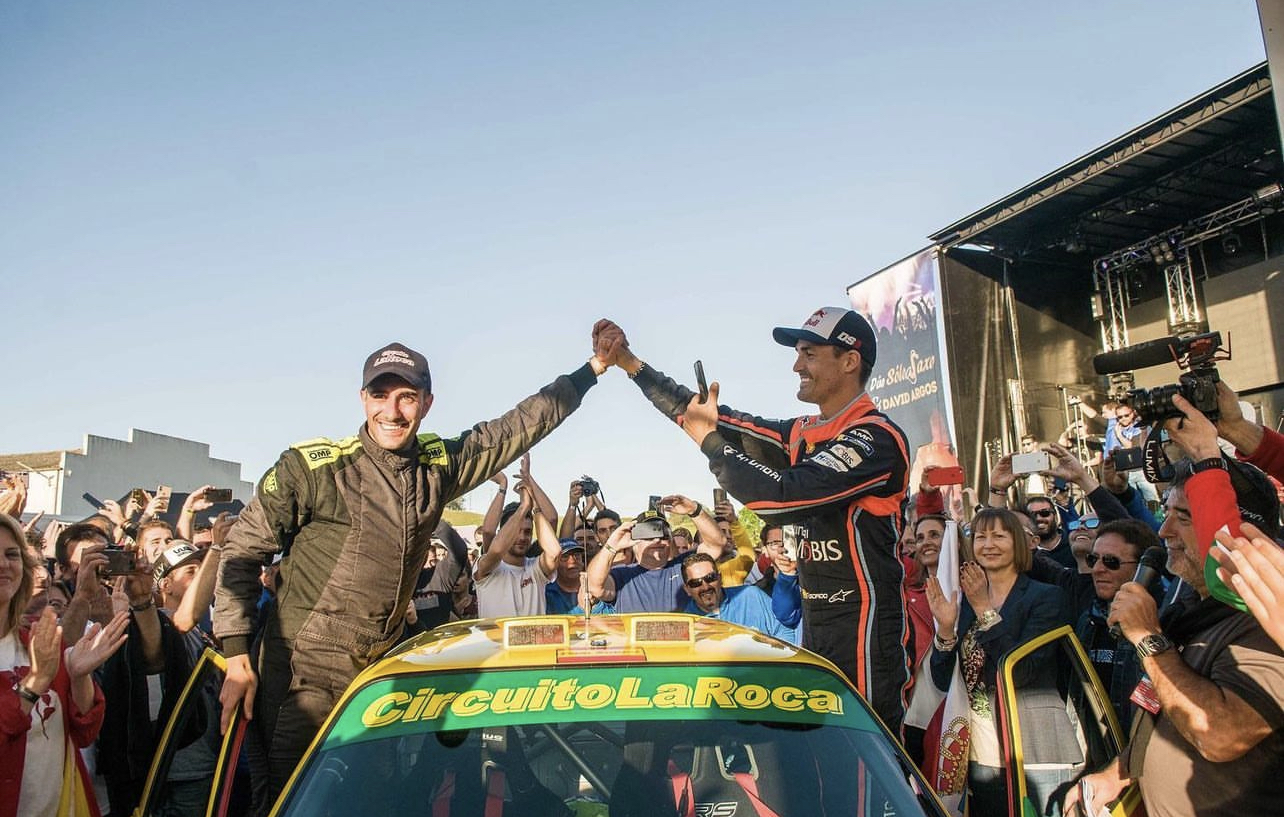
Dani Sordo Iván Bajo Rallye Festival Hoznayo 2019

En 2020, debido a la pandemia de coronavirus, únicamente participa en cinco carreras y consigue, junto a José Manuel Mora, un segundo puesto en el Rallyesprint de Cares Deva, un tercer puesto en el Rally Goilurrak y un cuarto puesto en el Rally Princesa de Asturias, además de un primer puesto junto al piloto mundialista Dani Sordo en el Rallyesprint de Rudagüera.
2021-2022

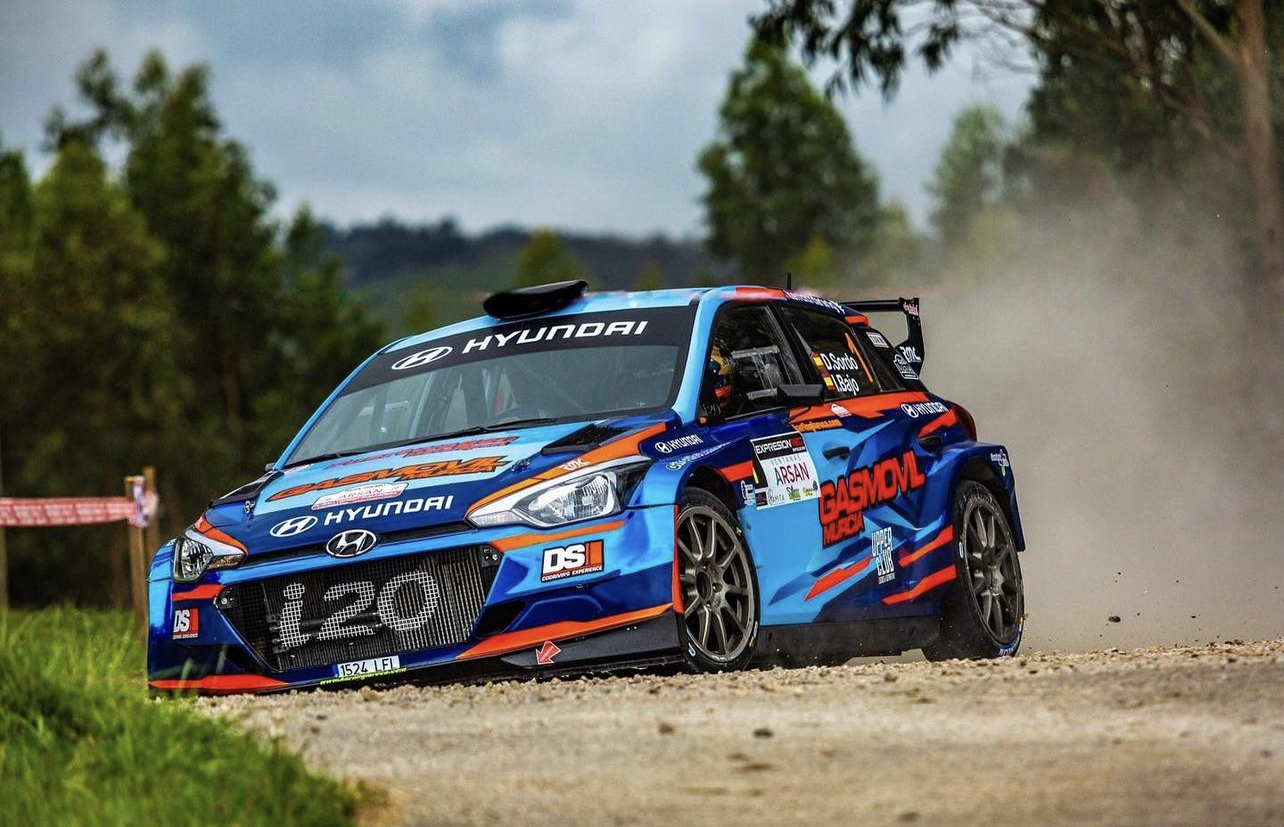
Dani Sordo Iván Bajo con un Hyundai I20 R5 ganadores del Rallyesprint de Rudagüera 2020

En 2021 se vuelve a proclamar Subcampeón de Asturias de Rally, con cuatro terceros puestos (Rally Ciudad de Valladolid, Rallyesprint de Cartes, Rally Princesa de Asturias Y Rally La Felguera) y dos segundos puestos (Rally Picos de Europa y Rally Montaña Central). Un año después, en 2022, se proclama Campeón de Cantabria de Rallyesprint con la marca Japonesa Subaru, con dos segundos puestos (Rallyesprint de Toranzo y Rallyesprint de Medio Cudeyo) y cinco victorias (Rallyesprint Valle del Nansa, Rally Picos de Europa, Rallyesprint de Cartes, Rally Villa de Tineo y Rallyesprint de Obregón).
2023
En 2023 comenzó la temporada en el Rallyesprint de Panes (Asturias) un año más junto a José Manuel Mora y el Subaru Impreza de SM thermic, con un prematuro abandono en el tramo de enlace hacia el primer tramo que no les daba opción a continuar. También participaron en el Rallyesprint de Carreño (Candas-Asturias) donde consiguieron una meritoria segunda posición, Rallye Villa de Tineo donde consiguierón su segunda victoria consecutiva en este rallye, en una edición marcada por el fallecimiento de Julio César Castrillo y Francisco Javier Álvarez tras el accidente en la sexta especial de esta carrera, Rallye de La Espina (Asturias), después de liderar durante todo el día un pinchazo en la sexta especial les retraso a una segunda posición final. Y la última participación de la temporada fue en el Rallyeprint de Los Corrales de Buelna (Cantabria) donde dominaron de principio a fin y consiguieron la victoria final.
2024
En 2024 se proclama Campeón de Cantabria de Rallyes y Subcampeón de Asturias de Rallyes junto a Manuel Mora. Tras participar en el Rallye Solo Escort en el apartado de Exhibición, la primera prueba que participan de manera oficial es el Rallye De Castro Urdiales donde consiguen una segunda posición, al igual que en el Rallye Villa de Tineo que tras liderar durante todo el día una avería les impidió llevarse la victoria. En el Rallye de La Espina consiguen la primera victoria con el Ford, a continuación consiguen ganar también en el Rallye Valles Pasiegos, Rallye Picos de Europa, Rallyesprint de Reocin y en el tramo de tierra de La Moñeca. En Agosto participan en el Rallye Blendio Cristian López donde consiguen una segunda posición detrás del piloto mundialista Dani Sordo y también quedan en segunda posición en el tramo de tierra del cierro los pinos.
También participan en las dos pruebas Asturianas del supercampeonato de España, Rallye Princesa de Asturias y Villa de Llanes donde estuvieron en tiempos de cabeza hasta el abandono. Tras una mala racha de abandonos disputan el Rallye de Cobreces donde consiguen una segunda posición y las siguientes victorias en el Rallysprint Valle del Miera y en el Rallye Ribamontan al Mar-1000 cruces y así conseguir el campeonato de Cantabria de rallyes.

## Resultados

### Temporada 2010
| Rallye                  | Vehículo        | Posición | Piloto        |
| ----------------------- | --------------- | -------- | ------------- |
| 3 Rallysprint de Reocín | Peugeot 306 GTI | AB       | Luis González |
| 26 Rallye de Cóbreces   | Peugeot 306 GTI | AB       | Luis González |
| 40 Rally de Torrelavega | BMW 328 e36     | AB       | Luis González |

### Temporada 2011
| Rallye                        | Vehículo         | Posición | Piloto               |
| ----------------------------- | ---------------- | -------- | -------------------- |
| Rallye Cantabria              | BMW 328 e36      | 20       | Luis González        |
| Rallye Real Valle de Carriedo | Renault Clio 16v | 20       | Francisco Santamaría |
| Rallysprint de Miengo         | BMW 328 e36      | 16       | Luis González        |
| Rallysprint de Reocín         | Citroën AX sport | 47       | José Saiz            |
| Rallysprint de Medio Cudeyo   | BMW 325 e36      | AB       | Atanasio Iglesias    |
| Rallysprint de Otañes         | Citroën Saxo VTS | 9        | Daniel Martínez      |
| Rallye de Cóbreces            | BMW 328 e36      | 41       | Luis González        |
| Rally de Torrelavega          | BMW 328 e36      | AB       | Luis González        |

### Temporada 2012
| Rallye                               | Vehículo                    | Posición | Piloto               |
| ------------------------------------ | --------------------------- | -------- | -------------------- |
| Rallye de Guriezo                    | Peugeot 106 rallye          | AB       | Álvaro Salas         |
| Rallysprint Puente Arce-Camargo      | Peugeot 206 XS              | 23       | Javier Garrido       |
| Rallye Cantabria                     | Peugeot 206 XS              | 33       | Ibai Isasi           |
| Rally Cristian López Herrero         | Renault Clio Sport Ragnotti | 24       | Rubén Vasco          |
| Rallyesprint de Reocín               | Peugeot 205 rallye          | 32       | José María Rodríguez |
| Rally Villa de Llanes                | Peugeot 205 rallye          | AB       | José María Rodríguez |
| Rallye de Cóbreces                   | Peugeot 205 rallye          | 28       | José María Rodríguez |
| Rallye Ribamontán al Mar-1000 cruces | BMW 325 e30                 | AB       | José María Rodríguez |
| Rallysprint de Otañes                | Peugeot 106 rallye          | 28       | Álvaro Salas         |

### Temporada 2013
| Rallye                                      | Vehículo           | Posición | Piloto               |
| ------------------------------------------- | ------------------ | -------- | -------------------- |
| Rallysprint de Hoznayo                      | Ford Escort MK1    | AB       | Iñaki Barredo        |
| Rallysprint Las Dos Villas Grado-Pravia     | Peugeot 205 rallye | 39       | José María Rodríguez |
| Rallye Villa de Tineo                       | Peugeot 205 rallye | AB       | José María Rodríguez |
| Rally de Torrelavega                        | Peugeot 205 rallye | 5        | Rubén Vasco          |
| Rallye Santander-Cantabria                  | Ford Fiesta R2     | AB       | Iñaki Barredo        |
| Rallye Cantabria                            | Citroën Saxo VTS   | AB       | Rául Gutiérrez       |
| Rally de Ourense                            | Suzuki Swift Sport | 21       | Daniel Martínez      |
| Rallysprint de Los Corrales de Buelna-Cieza | Peugeot 205 rallye | AB       | José María Rodríguez |
| Rallysprint de Miengo                       | Peugeot 205 rallye | 28       | José María Rodríguez |
| Rallysprint de Rudagüera                    | Peugeot 205 rallye | 25       | José María Rodríguez |
| Rally Villa de Llanes                       | Peugeot 205 rallye | AB       | José María Rodríguez |
| Rallye de Cóbreces                          | BMW 328 e36        | 7        | Luis González        |
| Rallye Ribamontán al Mar-1000 cruces        | Peugeot 205 rallye | AB       | José María Rodríguez |
| Rallysprint de La Felguera                  | Peugeot 205 rallye | 24       | Fernando Abad        |

### Temporada 2014
| Rallye                                      | Vehículo                   | Posición | Piloto           |
| ------------------------------------------- | -------------------------- | -------- | ---------------- |
| Rallye Guriezo                              | Citroën C2 GT              | AB       | Daniel Martínez  |
| Rallye Villa de Tineo                       | Peugeot 205 rallye         | AB       | Fernando Abad    |
| Rallysprint de Puente Arce-Camargo          | Peugeot 106 rallye         | AB       | Gerardo Jiménez  |
| Rallye Puente de Treto                      | Citroën C2 GT              | 2        | Daniel Martínez  |
| Rallye Cantabria                            | Citroën C2 GT              | 4        | Daniel Martínez  |
| Rallysprint de Los Corrales de Buelna-Cieza | Peugeot 205 rallye         | 20       | Fernando Abad    |
| Rally Cristian López Herrero                | Citroën C2 GT              | 43       | Daniel Martínez  |
| Rallysprint Valle de Aras Tope 2000         | Peugeot 205 rallye         | 23       | Fernando Abad    |
| Rally de Ferrol                             | Citroën C2 GT              | 17       | Daniel Martínez  |
| Rallysprint de Medio Cudeyo                 | Mitsubishi Lancer EVO VIII | 3        | Mariano Colina   |
| Rallye Santander Cantabria                  | Citroën C2 GT              | AB       | Daniel Martínez  |
| Rallye de Cóbreces                          | Citroën C2 GT              | 14       | Daniel Martínez  |
| Rallye Ribamontán al Mar-1000 cruces        | Peugeot 205 rallye         | AB       | José Manuel Mora |

### Temporada 2015
| Rallye                                      | Vehículo                 | Posición | Piloto           |
| ------------------------------------------- | ------------------------ | -------- | ---------------- |
| Rallysprint de Hoznayo                      | Mitsubishi Lancer EVO IX | 4        | Mariano Colina   |
| Rallysprint Villa de Grado                  | Peugeot 205 rallye       | AB       | José Manuel Mora |
| Rallye Villa de Tineo                       | Peugeot 205 rallye       | 13       | José Manuel Mora |
| Rallye Cabezón de la Sal                    | Mitsubishi Lancer EVO IX | 3        | Mariano Colina   |
| Rallysprint de Puente Arce-Camargo          | Ford Escort MK1          | AB       | Luis Mª Cuadra   |
| Rallysprint de Los Corrales de Buelna-Cieza | BMW 318is e30            | 8        | Sergio Gutiérrez |
| Rallysprint de Tierra Santillana del Mar    | Citroën ZX               | 14       | Roberto Menéndez |
| Rally Cristian López Herrero                | Peugeot 205 rallye       | AB       | José Manuel Mora |
| Rally de Asturias Histórico                 | Peugeot 205 rallye       | 1        | José Manuel Mora |
| Rallye de Cóbreces                          | Peugeot 205 rallye       | AB       | José Manuel Mora |
| Rallye Montaña Central                      | Peugeot 205 rallye       | AB       | José Manuel Mora |

### Temporada 2016
| Rallye                                      | Vehículo           | Posición | Piloto              |
| ------------------------------------------- | ------------------ | -------- | ------------------- |
| Rallysprint Legazpi-Gabiria                 | Subaru Impreza STI | 2        | Roland Holke        |
| Rallysprint de Hoznayo                      | Peugeot 206 F2000  | 12       | Rubén Vasco         |
| Rallysprint Virgen del Viso                 | BMW M3 e36         | 11       | Pablo Jesús Puertas |
| Rallysprint Karrantza-Lanestosa             | BMW M3 e36         | 4        | Pablo Jesús Puertas |
| Rally Cristian López Herrero                | Peugeot 205 rallye | 10       | Nauffel Álvarez     |
| Rallysprint de Miengo                       | BMW M3 e36         | AB       | Pablo Jesús Puertas |
| Rally Princesa de Asturias-Ciudad de Oviedo | Peugeot 205 rallye | AB       | Nauffel Álvarez     |
| Rally Villa de Llanes                       | BMW M3 e36         | AB       | Pablo Jesús Puertas |
| Rallysprint de Toranzo                      | Peugeot 205 rallye | 8        | Nauffel Álvarez     |
| Rallysprint Villa de Luarca                 | Peugeot 205 rallye | 10       | Nauffel Álvarez     |
| Rallye Cangas del Narcea                    | Peugeot 205 rallye | AB       | Nauffel Álvarez     |

### Temporada 2017
| Rallye                                      | Vehículo           | Posición | Piloto              |
| ------------------------------------------- | ------------------ | -------- | ------------------- |
| Rallysprint Gabiria-Legazpi                 | Ford Fiesta R2     | 23       | Víctor Echave       |
| Rallysprint Villa de Grado                  | BMW M3 e36         | 15       | Pablo Jesús Puertas |
| Rallye Picos de Europa                      | Peugeot 205 rallye | AB       | José Manuel Mora    |
| Rallye Villa de Tineo                       | Peugeot 205 rallye | AB       | José Manuel Mora    |
| Rallysprint de Puente Arce-Camargo          | BMW M3 e36         | 7        | Pablo Jesús Puertas |
| Rallye de La Espina                         | Peugeot 205 rallye | AB       | José Manuel Mora    |
| Rallysprint de Hoznayo                      | Peugeot 205 rallye | 2        | José Manuel Mora    |
| Rallye Valles Pasiegos                      | Peugeot 205 rallye | 2        | José Manuel Mora    |
| Rallysprint de Los Corrales de Buelna-Cieza | BMW M3 e36         | 2        | Pablo Jesús Puertas |
| Rallysprint de Miengo                       | BMW M3 e36         | 4        | Pablo Jesús Puertas |
| Rally Cristian López Herrero                | Peugeot 205 rallye | AB       | José Manuel Mora    |
| Rallysprint de Carbayín                     | Peugeot 205 rallye | 3        | José Manuel Mora    |
| Rally Princesa de Asturias-Ciudad de Oviedo | Peugeot 208 R2     | 6        | José Manuel Mora    |
| Rallysprint Karrantza-Lanestosa             | BMW 316 e30        | 6        | Miguel Gutiérrez    |
| Rally Villa de Llanes                       | Peugeot 208 R2     | 9        | José Manuel Mora    |
| Rallye Montaña Central                      | Peugeot 205 rallye | AB       | José Manuel Mora    |
| Rallye Ribamontán al Mar-1000 cruces        | Peugeot 205 rallye | 1        | José Manuel Mora    |
| Rallysprint Villa de Luarca                 | Peugeot 205 rallye | AB       | José Manuel Mora    |
| Rallysprint de Toranzo                      | Peugeot 205 rallye | 2        | José Manuel Mora    |
| Rallye Cabezón de la Sal                    | Peugeot 205 rallye | 1        | José Manuel Mora    |

### Temporada 2018
| Rallye                                      | Vehículo           | Posición             | Piloto                  |
| ------------------------------------------- | ------------------ | -------------------- | ----------------------- |
| Rallysprint de la Mencía Villa de Cacabelos | Peugeot 205 rallye | 3                    | José Manuel Mora        |
| Rallye Villa de Tineo                       | Peugeot 205 rallye | 4                    | José Manuel Mora        |
| Rallye de La Espina                         | Peugeot 205 rallye | 2                    | José Manuel Mora        |
| Rallye Festival Trasmiera                   | BMW M3 e30         | Evento de exhibición | Daniel Sordo            |
| Rallye Valles Pasiegos                      | Peugeot 205 rallye | 1                    | José Manuel Mora        |
| Rallysprint Virgen del Viso                 | Peugeot 205 rallye | AB                   | José Manuel Mora        |
| Rallysprint de Miengo                       | Peugeot 205 rallye | 4                    | Ramiro Gómez            |
| Rally Cristian López Herrero                | Peugeot 205 rallye | AB                   | José Manuel Mora        |
| Rallysprint Karrantza-Lanestosa             | BMW 316 e30        | 4                    | Miguel Gutiérrez        |
| Rallysprint de Rudagüera                    | Renault Clio Sport | AB                   | Francisco Javier Pereda |
| Rally Princesa de Asturias-Ciudad de Oviedo | Peugeot 205 rallye | 7 Asturias           | José Manuel Mora        |
| Rally Villa de Llanes                       | Peugeot 205 rallye | 1 Asturias           | José Manuel Mora        |
| Rallye Montaña Central                      | Peugeot 205 rallye | AB                   | José Manuel Mora        |
| Rallysprint Cares Deva                      | Peugeot 205 rallye | AB                   | José Manuel Mora        |
| Rallye de La Felguera                       | Peugeot 205 rallye | 3                    | José Manuel Mora        |
| Rallye Picos de Europa                      | Peugeot 205 rallye | 1                    | José Manuel Mora        |
| Rallye Cangas del Narcea                    | Peugeot 205 rallye | 3                    | José Manuel Mora        |

### Temporada 2019
| Rallye                             | Vehículo           | Posición             | Piloto           |
| ---------------------------------- | ------------------ | -------------------- | ---------------- |
| Rallye de La Espina                | Peugeot 205 rallye | 2                    | José Manuel Mora |
| Rallysprint de Hoznayo             | Peugeot 205 rallye | 1                    | José Manuel Mora |
| Rallye Villa de Tineo              | Peugeot 205 rallye | 2                    | José Manuel Mora |
| Rallysprint de Puente Arce-Camargo | BMW 323 Compac     | 1                    | Antonio Movellán |
| Rallye Festival Hoznayo            | BMW M3 e30         | Evento de exhibición | Dani Sordo       |
| Rallye Valles Pasiegos             | Peugeot 205 rallye | 1                    | José Manuel Mora |
| Rallye Picos de Europa             | Peugeot 205 rallye | 1                    | José Manuel Mora |
| Rallysprint de Miengo              | BMW 325 e36        | AB                   | Eneko Goiriena   |
| Rally de Ferrol                    | Peugeot 205 rallye | AB                   | José Manuel Mora |
| Rally Cristian López Herrero       | Peugeot 205 rallye | AB                   | José Manuel Mora |
| Rallysprint de Rudagüera           | Citroën Saxo VTS   | AB                   | Adrián Gutiérrez |
| Rally Villa de Llanes              | Peugeot 205 rallye | AB                   | José Manuel Mora |
| Rallye Montaña Central             | Peugeot 205 rallye | 2                    | José Manuel Mora |
| Rallye de La Felguera              | Peugeot 205 rallye | 2                    | José Manuel Mora |
| Rallye Cangas del Narcea           | Peugeot 205 rallye | 7                    | José Manuel Mora |

### Temporada 2020
| Rallye                                      | Vehículo           | Posición   | Piloto           |
| ------------------------------------------- | ------------------ | ---------- | ---------------- |
| Rallysprint Cares Deva                      | Peugeot 205 rallye | 2          | José Manuel Mora |
| Rallye Goilurrak                            | Peugeot 205 rallye | 3          | José Manuel Mora |
| Rallysprint de Rudagüera                    | Hyundai i20 R5     | 1          | Dani Sordo       |
| Rallysprint Los Corrales de Buelna-Cieza    | Peugeot 205 rallye | AB         | José Manuel Mora |
| Rally Princesa de Asturias-Ciudad de Oviedo | Peugeot 205 rallye | 4 Asturias | José Manuel Mora |

### Temporada 2021
| Rallye                                      | Vehículo                 | Posición             | Piloto           |
| ------------------------------------------- | ------------------------ | -------------------- | ---------------- |
| Rally Tierras Altas de Lorca                | Subaru Impreza STI       | AB                   | José Manuel Mora |
| Rallysprint de los Contrabandistas          | Ford Fiesta N5           | 9                    | Endika Beloki    |
| Rallye Ciudad de Valladolid                 | Mitsubishi Lancer EVO IX | 3                    | Mariano Colina   |
| Rallye Picos de Europa                      | Peugeot 205 rallye       | 2                    | José Manuel Mora |
| Rallysprint de Cartes                       | Subaru Impreza STI       | 3                    | José Manuel Mora |
| Rallye Villa de Tineo                       | Peugeot 205 rallye       | AB                   | José Manuel Mora |
| Rally Cristian López Herrero                | Peugeot 208 R2           | 14                   | Adrián Costas    |
| Rallysprint de Rudagüera                    | Mitsubishi Lancer EVO IX | 19                   | Mariano Colina   |
| Rally Princesa de Asturias-Ciudad de Oviedo | Peugeot 205 rallye       | 3 Asturias           | José Manuel Mora |
| Rallye Festival Hoznayo                     | Lancia Delta Integrale   | Evento de exhibición | Oscar Martínez   |
| Rally Villa de Llanes                       | Peugeot 205 rallye       | 9 Asturias           | José Manuel Mora |
| Rally de Tierra de Madrid                   | Subaru Impreza STI       | AB                   | José Manuel Mora |
| Rallye Montaña Central                      | Peugeot 205 rallye       | 2                    | José Manuel Mora |
| Subida a Llueva                             | BMW E30                  | Legend               | Miguel Gutiérrez |
| Rallye de La Felguera                       | Peugeot 205 rallye       | 3                    | José Manuel Mora |
| Rallysprint Valle del Nansa                 | Subaru Impreza STI       | AB                   | José Manuel Mora |
| Rallye Cangas del Narcea                    | Peugeot 205 rallye       | AB                   | José Manuel Mora |

### Temporada 2022
| Rallye                                    | Vehículo           | Posición | Piloto           |
| ----------------------------------------- | ------------------ | -------- | ---------------- |
| Rallysprint de Miengo                     | Subaru Impreza STI | AB       | José Manuel Mora |
| Rallysprint Cares Deva                    | Peugeot 205 rallye | 10       | José Manuel Mora |
| Rallysprint de Carreño                    | Peugeot 205 rallye | AB       | José Manuel Mora |
| Subida a la Braguia                       | Subaru Impreza STI | Legend   | José Manuel Mora |
| Rallye de La Espina                       | Subaru Impreza STI | AB       | José Manuel Mora |
| Rallysprint Valle del Nansa               | Subaru Impreza STI | 1        | José Manuel Mora |
| Rallysprint de Tierra Santillana del Mar  | Citroën AX sport   | AB       | Nauffel Álvarez  |
| Rallye Picos de Europa                    | Subaru Impreza STI | 1        | José Manuel Mora |
| Rallysprint de Cartes                     | Subaru Impreza STI | 1        | José Manuel Mora |
| Rallye Villa de Tineo                     | Subaru Impreza STI | 1        | José Manuel Mora |
| Rallysprint de Tierra Valle de Villaverde | Citroën AX sport   | AB       | Nauffel Álvarez  |
| Rallysprint de Rudagüera                  | Subaru Impreza STI | 4        | José Manuel Mora |
| Rallysprint de Obregón                    | Subaru Impreza STI | 1        | José Manuel Mora |
| Rallye Montaña Central                    | Subaru Impreza STI | AB       | José Manuel Mora |
| Rallysprint de Toranzo                    | Volkswagen Polo N5 | 2        | José Manuel Mora |
| Rallye de La Felguera                     | Subaru Impreza STI | AB       | José Manuel Mora |
| Rallysprint de Medio Cudeyo               | Subaru Impreza STI | 2        | José Manuel Mora |

### Temporada 2023
| Rallye                                 | Vehículo           | Posición | Piloto           |
| -------------------------------------- | ------------------ | -------- | ---------------- |
| Rallysprint de Panes                   | Subaru Impreza STI | AB       | José Manuel Mora |
| Rallysprint de Carreño                 | Subaru Impreza STI | 2        | José Manuel Mora |
| Rallye Villa de Tineo                  | Subaru Impreza STI | 1        | José Manuel Mora |
| Rallye de La Espina                    | Subaru Impreza STI | 2        | José Manuel Mora |
| Rallyesprint de Los Corrales de Buelna | Subaru Impreza STI | 1        | José Manuel Mora |

### Temporada 2024
| Rallye                               | Vehículo                | Posición   | Piloto           |
| ------------------------------------ | ----------------------- | ---------- | ---------------- |
| Rallye Solo Escort                   | Ford Fiesta R5          | Course Car | José Manuel Mora |
| Rallye de Castro Urdiales            | Ford Fiesta R5          | 2          | José Manuel Mora |
| Rallye Villa de Tineo                | Ford Fiesta R5          | 2          | José Manuel Mora |
| Rallyesprint Villa de la Sidra       | Peugeot 205             | 4          | José Manuel Mora |
| Rallyesprint de Llanera              | Peugeot 205             | AB         | José Manuel Mora |
| Rallye de La Espina                  | Ford Fiesta R5          | 1          | José Manuel Mora |
| Rallye Valles Pasiegos               | Ford Fiesta R5          | 1          | José Manuel Mora |
| Rallye Picos de Europa               | Ford Fiesta R5          | 1          | José Manuel Mora |
| Rallyesprint de Reocín               | Ford Fiesta R5          | 1          | José Manuel Mora |
| Tramo de Tierra de La Moñeca         | Peugeot 205 Rallye      | 1          | José Manuel Mora |
| Rallye Blendio Cristian Lopéz        | Ford Fiesta R5          | 2          | José Manuel Mora |
| Tramo de Tierra del Cierro Los Pinos | Peugeot 205 Rallye      | 2          | José Manuel Mora |
| Rallye Blendio Princesa de Asturias  | Ford Fiesta Mk2 Rally 2 | AB         | José Manuel Mora |
| Rallye Villa de Llanes               | Ford Fiesta Mk2 Rally 2 | AB         | José Manuel Mora |
| Rallye Montaña Central               | Ford Fiesta R5          | AB         | José Manuel Mora |
| Rallye de Cóbreces                   | Ford Fiesta R5          | 2          | José Manuel Mora |
| Rallye Ciudad de Langreo             | Ford Fiesta R5          | AB         | José Manuel Mora |
| Rallyesprint Valle del Miera         | Ford Fiesta R5          | 1          | José Manuel Mora |
| Rallye Ribamontán al Mar-1000 cruces | Ford Fiesta R5          | 1          | José Manuel Mora |
| Rallye Cangas del Narcea             | Peugeot 205 Rallye      | 18         | Nauffel Álvarez  |

### Temporada 2025
| Rallye                                   | Vehículo           | Posición | Piloto           |
| ---------------------------------------- | ------------------ | -------- | ---------------- |
| Rallysprint de Panes                     | Peugeot 205 Rallye | 8        | José Manuel Mora |
| Rallysprint de Llanera                   | Peugeot 205 Rallye | 3        | José Manuel Mora |
| Rallye Villa de Tineo                    | Peugeot 205 Rallye | AB       | José Manuel Mora |
| Rallyesprint Manuel Blanco Escobedo-Arce | BMW E30            | 12       | Mikel Gutiérrez  |
| Rallyesprint Limpias-Liendo              | BMW E30            | 12       | Mikel Gutiérrez  |
| Rallyesprint Villa de Grado              | Peugeot 205 Rallye | 2        | José Manuel Mora |
| Rallyesprint de Reocin                   | Toyota Yaris N5    | AB       | José Manuel Mora |
| Rallyesprint de Carbayín                 | Peugeot 205 Rallye | 5        | José Manuel Mora |

## Palmarés
- Challenge Hankook (2014 e interterritorial 2014)
- Desafió 205' (2017)
- Campeonato de Cantabria de Rally (júnior 2017, rallyesprint 2022, rallyes 2024)
- Campeonato de Asturias de Rally (2019)